# Pretoriamyia anacrostichalis
Pretoriamyia anacrostichalis là một loài ruồi trong họ Tachinidae.